# André Hecker
André Hecker (* 25. Mai 1986 in Bad Neuenahr) ist ein deutscher Pressesprecher, Podcast-Produzent und -Moderator sowie Filmkritiker.

## Leben und Ausbildung
Nach dem Schulabschluss an der Realschule Bad Neuenahr-Ahrweiler absolvierte er von 2007 bis 2010 eine Ausbildung zum Fachinformatiker. 2012 zog Hecker nach Hamburg und volontierte bei der Kommunikations-Agentur indigo pearl brand communications (ab 2013 DELASOCIAL). Sein Vater Hajo Hecker ist Musiker und Sänger in der A-cappella-Band Rondo Vocal. Er hat zudem einen älteren Bruder. André Hecker ist verheiratet mit der Tätowiererin Franziska Hecker. Sie leben gemeinsam in Schleswig-Holstein.

## Karriere und Wirken

### Pressearbeit
Bereits während seiner Ausbildung zum Fachinformatiker war Hecker als freier Redakteur für verschiedene Print- und Online-Magazine für die Themen Film und Videospiele tätig (u. a. Blulife). Mit dem Quereinstieg und dem Volontariat begann 2012 seine Karriere als PR-Manager und Pressesprecher. In der Agentur indigo pearl verantwortete er die Pressearbeit von Unternehmen wie Warner Bros. Interactive Entertainment, Electronic Arts und Riot Games. 2016 wechselte er zum japanischen Videospiel-Entwickler und Publisher Square Enix. Von der Hamburger Niederlassung aus übernahm er die Unternehmenskommunikation für das Massively Multiplayer Online Role-Playing Game Final Fantasy XIV. 2018 wechselte er als Contractor zu Google und war als Social Media Manager für den Aufbau der deutschsprachigen Google-Cloud-Kanäle verantwortlich. Von 2019 bis 2021 verantwortete Hecker die Produkt- und Unternehmenskommunikation von InnoGames, einem Hamburger Entwickler und Publisher von Online- und Mobile-Games.

### Podcasts und weitere mediale Auftritte
2016 startete André Hecker sein erstes eigenes Podcast-Format Multimaniacs, gemeinsam mit den Co-Moderatoren Sascha Gerlach und Magnus Kirschstein. Der Podcast behandelt die Themen Pop- und Netzkultur. Das Format mixt dabei den Austausch über Trends im Bereich Gaming, Film und Musik mit Comedy-Elementen. 2020 stieß Nico Bohr als vierter Moderator zum Team hinzu. 2021 verließ Magnus Kirschstein das Projekt.
2017 rief Hecker gemeinsam mit seiner damaligen Freundin und heutigen Frau Franziska das Podcast-Format Ende mit Schrecken ins Leben, in dem urbane Legenden und Creepypastas auf ihren Wahrheitsgehalt geprüft und ihre Hintergründe beleuchtet werden. In einem speziellen Format werden von Hörerinnen und Hörern eingesendete unerklärlich oder unheimliche Erlebnisse vorgetragen. Ende mit Schrecken war 2021 für den Deutschen Podcast-Preis nominiert.
Gemeinsam mit Co-Moderator Christian Finck gründete er 2018 den Podcast Smart mit Bart. Das Projekt, 2019 nach sechs Episoden eingestellt, drehte sich um private und persönliche Themen beider Moderatoren, wie Wohnsituationen, Schulerlebnisse oder die Pubertät.
Seit 2018 betreibt Hecker diverse Formate, die sich mit dem Thema Film und Kino beschäftigen. In diesem Jahr gründete er das Format Schaubefehl. Co-Moderator ist Matthias Holm, Redakteur bei der Bauer Media Group. Im Podcast besprechen die beiden Moderatoren jeweils zwei Filme, die sie sich gegenseitig auftragen und vorher noch nie gesehen haben. Holm moderiert mit Welle Nerdpol und Commander Amateur zudem zwei weitere Podcasts.
Im April 2020 stieg Hecker beim Podcast Devils & Demons als Moderator ein. Das wöchentliche Format beschäftigt sich fast ausschließlich mit dem Genre des Horrorfilms. Gegründet wurde der Podcast 2017 von Christian Finck und Pascal Worreschk.
Im März 2021 gründete Hecker gemeinsam mit den Moderatoren Daniel Schröckert und Tino Hahn den Genrefilm-Podcast Genre Geschehen. Präsentiert wird der Podcast von FredCarpet, ein Projekt der MBTV-Produktions GmbH. In dem wöchentlichen Format stellen die drei Moderatoren Filme vor, die eher abseits des Mainstream laufen und gerne übersehen werden. Perlen und Geheimtipps sollen einem größeren Publikum zugänglich gemacht werden.
Seit November 2020 ist Hecker Teil des True-Crime-Podcasts True Crime Germany, der 2016 als eines der ersten deutschsprachigen True-Crime-Formate von Christian Finck gegründet wurde. Nach diversen Besetzungswechseln stieß neben Hecker auch Lena Degener 2020 zum Projekt hinzu. True Crime Germany war 2017, 2018 und 2021 für den Deutschen Podcast-Preis nominiert.
Seit 2019 arbeitete Hecker am Aufbau eines Podcast-Netzwerks. Unter dem Namen PodRiders leitet er dieses und machte sich mit der Marke im November 2020 selbständig. Das Netzwerk besteht aus elf Podcast-Projekten, wobei er an fünf davon selbst aktiv beteiligt ist. Neben der Moderation übernimmt Hecker bei den meisten auch die Produktion und Schnitt sowie Redaktion. Mit PodRiders übernimmt er zudem auch die Vermarktung der Netzwerk-Podcasts und kümmert sich um Werbung. Außerdem bietet er Podcast-Beratung, -Konzeption und -Produktion für Unternehmen und Marken an.
Neben Podcasts tritt Hecker auch immer wieder im Webvideo-Bereich in Erscheinung. Seit 2017 ist er in unregelmäßigen Abständen Gast bei Formaten von Rocketbeans TV, wie Kino+, Film Fights oder Bada Binge.